# Espermatocitogênese

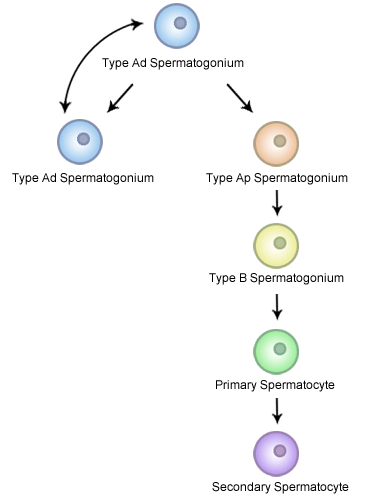
Diagrama esquemático da espermatocitogênese (em inglês)

A espermatocitogênese é a forma masculina de gametocitogênese e envolve a divisão de células-tronco para se substituir e produzir uma população de células destinadas a se tornarem espermatozoides maduros.
As células-tronco envolvidas são chamadas de espermatogônias e são um tipo específico de célula-tronco conhecida como gametogonia.
Três tipos de células espermatogônias funcionalmente separadas são reconhecidas com base na aparência dos núcleos: espermatogônias escuras tipo A (Ad), espermatogônias pálidas tipo A (Ap) e espermatogônias do tipo B (B).

## Espermatogônia tipo Ad ("escura")
A população de espermatogônias é mantida pelas espermatogônias tipo Ad. Essas células não participam diretamente da produção de espermatozoides, ao contrário, servem para manter o suprimento de células-tronco para a espermatogênese.
Cada espermatogônio tipo Ad divide-se para produzir outro tipo de espermatogônio Ad, que pode continuar a espermatogênese, e um tipo de espermatogônio Ap, que diferencia ainda mais.

## Espermatogônia tipo Ap ("pálida")
Espermatogônia tipo Ap divide-se repetidamente mitoticamente para produzir clones celulares idênticos ligados por pontes citoplásmicas.
As conexões entre as células permitem que o desenvolvimento seja sincronizado. Quando a divisão repetida cessa, as células se diferenciam em espermatogônias do tipo B. Este estágio é referido como a fase espermatogonial.

## Espermatogônia tipo B
Espermatogônia tipo B sofre mitose para produzir células intermediárias diploides chamados espermatócitos primários.